# Diócesis de Zanzíbar
La diócesis de Zanzíbar (en latín: Dioecesis Zanzibaren(sis), en inglés: Roman Catholic Diocese of Zanzibar y en suajili: Jimbo Katoliki la Zanzibar) es una circunscripción eclesiástica latina de la Iglesia católica en Tanzania, sufragánea de la arquidiócesis de Dar es-Salam. La diócesis tiene al obispo Augustine Ndeliakyama Shao, C.S.Sp. como su ordinario desde el 30 de noviembre de 1996. 

## Territorio y organización
La diócesis tiene 2462 km² y extiende su jurisdicción sobre los fieles católicos de rito latino residentes en la región autónoma de Zanzíbar (islas de Zanzíbar y Pemba).
La sede de la diócesis se encuentra en la ciudad de Zanzíbar, en donde se halla la Catedral de San José.
En 2020 en la diócesis existían 9 parroquias.

## Historia
La administración apostólica de Zanzíbar y Pemba se erigió el 12 de diciembre de 1964 con el decreto Quo aptius de la Congregación de Propaganda Fide, obteniendo el territorio de la diócesis de Mombasa y Zanzíbar, rebautizada a la vez como diócesis de Mombasa (hoy arquidiócesis de Mombasa).
Un vicariato apostólico de Zanzíbar (erigido en 1860 y llamado así desde 1906) dio origen a la arquidiócesis de Nairobi; de hecho, hasta el establecimiento de la administración apostólica, Zanzíbar y parte de Kenia pertenecían a la misma circunscripción eclesiástica.
El 28 de marzo de 1980 se elevó la administración apostólica a la diócesis de Zanzíbar con la bula Cum Administratio del papa Juan Pablo II.

## Estadísticas
De acuerdo al Anuario Pontificio 2021 la diócesis tenía a fines de 2020 un total de 12 053 fieles bautizados.
| Año                                                                             | Población            | Población | Población      | Sacerdotes | Sacerdotes    | Sacerdotes    | Bautizados por sacerdote | Diáconos permanentes | Religiosos | Religiosos | Parroquias |
| Año                                                                             | Bautizados católicos | Total     | % de católicos | Total      | Clero secular | Clero regular | Bautizados por sacerdote | Diáconos permanentes | Varones    | Mujeres    | Parroquias |
| ------------------------------------------------------------------------------- | -------------------- | --------- | -------------- | ---------- | ------------- | ------------- | ------------------------ | -------------------- | ---------- | ---------- | ---------- |
| 1970                                                                            | 4253                 | 546 491   | 0.8            | 3          | 3             |               | 1417                     |                      |            |            |            |
| 1980                                                                            | 4788                 | 489 000   | 1.0            | 5          | 4             | 1             | 957                      |                      | 1          | 13         | 4          |
| 1990                                                                            | 10 051               | 506 000   | 2.0            | 8          | 7             | 1             | 1256                     |                      | 2          | 21         | 6          |
| 1999                                                                            | 13 600               | 940 578   | 1.4            | 14         | 13            | 1             | 971                      |                      | 1          | 35         | 6          |
| 2000                                                                            | 13 920               | 968 795   | 1.4            | 14         | 13            | 1             | 994                      |                      | 1          | 38         | 7          |
| 2001                                                                            | 14 535               | 986 860   | 1.5            | 19         | 14            | 5             | 765                      |                      | 6          | 43         | 7          |
| 2002                                                                            | 15 072               | 1 052 000 | 1.4            | 26         | 19            | 7             | 579                      |                      | 7          | 44         | 7          |
| 2003                                                                            | 15 852               | 1 100 000 | 1.4            | 21         | 17            | 4             | 754                      |                      | 5          | 44         | 7          |
| 2004                                                                            | 9900                 | 990 900   | 1.0            | 19         | 15            | 4             | 521                      |                      | 5          | 48         | 7          |
| 2010                                                                            | 12 794               | 1 221 000 | 1.0            | 20         | 18            | 2             | 639                      |                      | 66         | 48         | 7          |
| 2014                                                                            | 11 110               | 1 412 710 | 0.8            | 14         | 12            | 2             | 793                      |                      | 2          | 53         | 8          |
| 2017                                                                            | 10 066               | 1 420 766 | 0.7            | 23         | 17            | 6             | 437                      |                      | 6          | 43         | 9          |
| 2020                                                                            | 12 053               | 1 303 569 | 0.9            | 23         | 17            | 6             | 524                      |                      | 6          | 46         | 9          |
| Fuente: Catholic-Hierarchy, que a su vez toma los datos del Anuario Pontificio. |                      |           |                |            |               |               |                          |                      |            |            |            |

## Episcopologio
- Edgard Aristide Maranta, O.F.M.Cap. † (12 de diciembre de 1964-9 de marzo de 1966 renunció)
- Joseph Sipendi † (1966-1968 renunció)
- Adriani Mkoba † (16 de julio de 1968-26 de enero de 1973 renunció)
  - Sede vacante (1973-1980)
- Bernard Martin Ngaviliau, C.S.Sp. † (28 de marzo de 1980-30 de noviembre de 1996 retirado)
- Augustine Ndeliakyama Shao, C.S.Sp., desde el 30 de noviembre de 1996